# 鲍里城堡

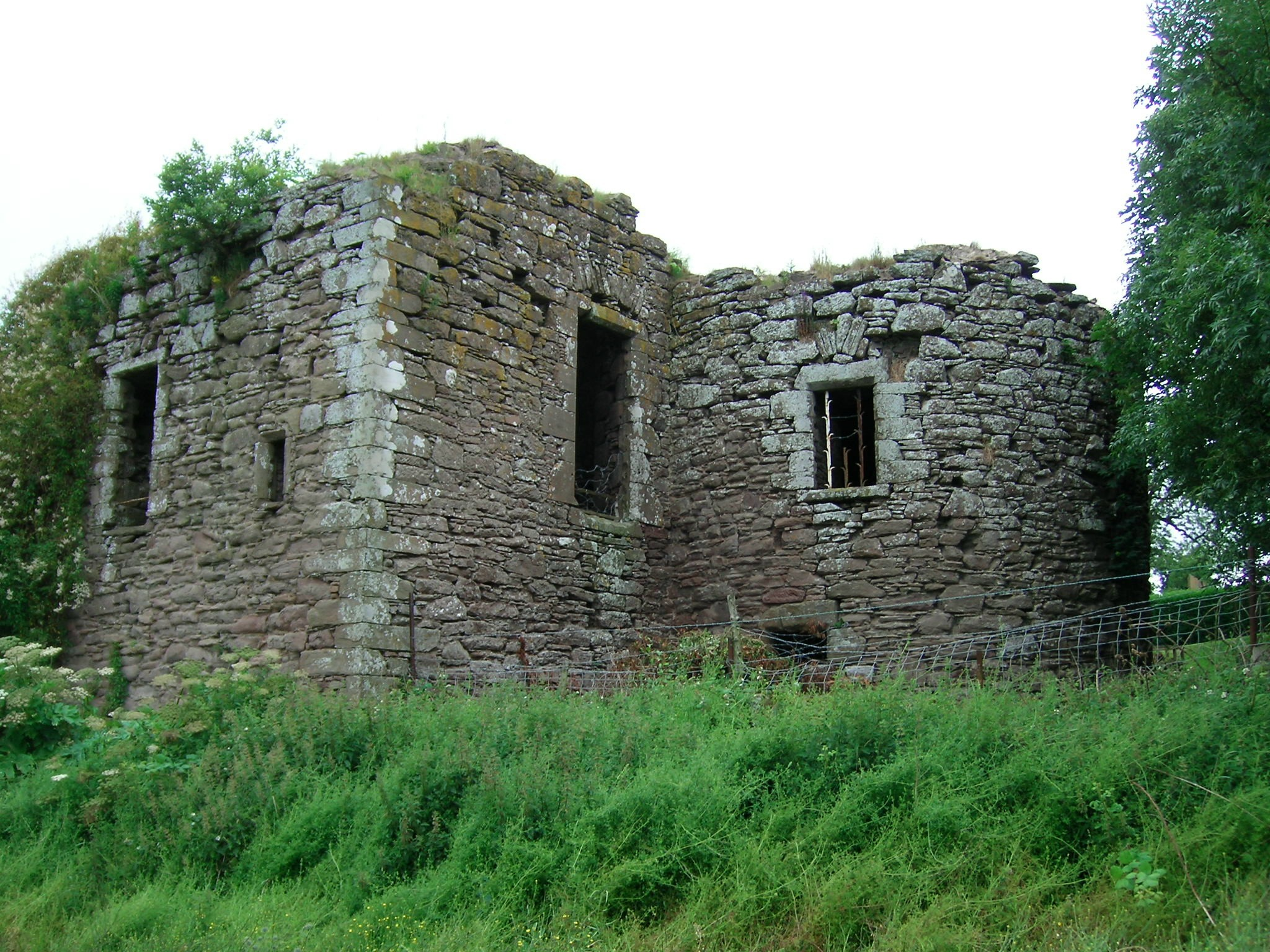
鲍里城堡南翼遺跡

鲍里城堡（英語：Powrie Castle）是一座位於蘇格蘭鄧迪的城堡，建於16世紀。
鲍里城堡建於16世紀早期，建於在今日巴尔吉洛地區作為粗暴求婚戰爭時期城堡，但在1548年被英軍摧毀。戰後城堡重建為兩棟獨立建築物，中間形成一個庭園。城堡南翼為Z型城堡，塔樓屋頂為拱型，這塔樓現今只有遺跡。城堡北翼建於1604年，較具有文藝復興風格，地面屋頂為拱型，並住有住宅翼。蘇格蘭國民信託曾舉辦關於修復城堡計劃的比賽。城堡現今為私人物業。